# Chimiotype
La notion de chimiotype, ou race chimique (en anglais chemotype), officialisée dans l'Union européenne en 2006 avec l'adoption du règlement REACH, désigne une espèce chimique distincte au sein d'une même espèce au sens biologique (ensemble d'individus interféconds). Certaines espèces de plantes, de champignons ou de micro-organismes (bactéries entre autres) présentent des variations chimiques de leur métabolite secondaire en fonction des influences de leurs écosystèmes (altitude, humidité, ensoleillement, biotope, etc.), bien que leur morphologie ainsi que leur génétique ne soient pas substantiellement transformées, seul leur phénotype chimique est mouvant.
Ce terme s'applique à tout type de composés chimiques appartenant au métabolite secondaire. Les huiles essentielles tiennent une place prépondérante dans ce phénomène. Le chimiotype est utilisé en biologie moléculaire surtout dans ses applications médicales (aromathérapie) et agricoles mais également en parfumerie.
Le Docteur Jean Valnet définit ainsi le chimiotype (qu'il appelle "chémotype"):
« En ce qui concerne l’aromathérapie, nul n’ignore qu’à l’instar des crus de vins, il existe des crus d’essences (lavande de Provence, cannelle de Ceylan, verveine des Indes, thym de la Réunion…) et à l’intérieur de chaque espèce, des types chimiques (chémotypes) caractérisés par la prédominance plus ou moins marquée d’un ou plusieurs constituants. »

## Exemple du thym

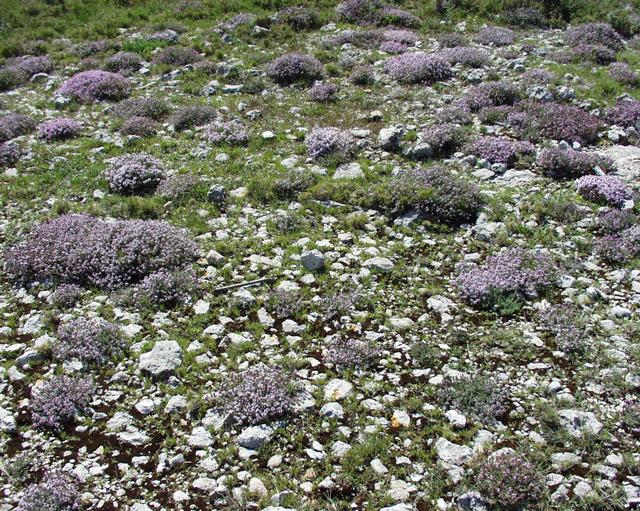
Biotope aux sols chauds, secs et calcaires de Thymus vulgaris (Bouches-du-Rhône).

Un cas exemplaire est celui du thym commun (Thymus vulgaris). Sa variabilité chimique est largement influencée par son environnement (sol, altitude, pression animale ou humaine) et le climat (température, pluviométrie, et ensoleillement). Mais il semble tout de même que ce soient les facteurs pédologiques et climatiques qui provoquent une séparation entre le géraniol, le linalol et alpha-terpinéol d’une part et d’autre part les types thuyanol-4 - terpinéol-4 et les phénoliques.
- Le chimiotype thymol se retrouve dans tous les types de sols où le thym peut évoluer, des sols extrêmement chauds et secs aux sols plus humides. Cette spécificité thymol est plus répandue, mais l'est de façon moins homogène, et elle est souvent associée à d'autres thyms.
- Le chimiotype carvacrol se retrouve surtout dans des conditions d’extrême chaleur et d’extrême sécheresse.
- Le chimiotype géraniol se retrouve en montagne face à un climat rude.
- Le chimiotype linalol se retrouve dans toutes les aires du thym, s’associant avec les autres chimiotypes de sols plus humides. Il est sans doute bien moins présent dans les zones à carvacrol.
- Le chimiotype thuyanol-4 et le chimiotype alpha-terpinéol se retrouvent sur des sols plus ou moins humides et souvent associés au linalol. Ici, dans ces deux cas, du moins humide au plus humides.

## Ouvrage
Robin Deschepper, Variabilité de la composition des huiles essentielles et intérêt de la notion de chémotype en aromathérapie. (Thèse en Sciences pharmaceutiques), 2017 (HAL dumas-01515314, lire en ligne)